# Kastell Heddesdorf
Das Kastell Heddesdorf war ein römisches Grenzkastell des Obergermanischen Limes, der seit 2005 den Status eines UNESCO-Weltkulturerbes besitzt. Das frühere Kohortenkastell liegt heute als Bodendenkmal in einem fast vollständig überbauten Bereich von Heddesdorf, einem Stadtteil von Neuwied im gleichnamigen Landkreis Neuwied in Rheinland-Pfalz.

## Lage

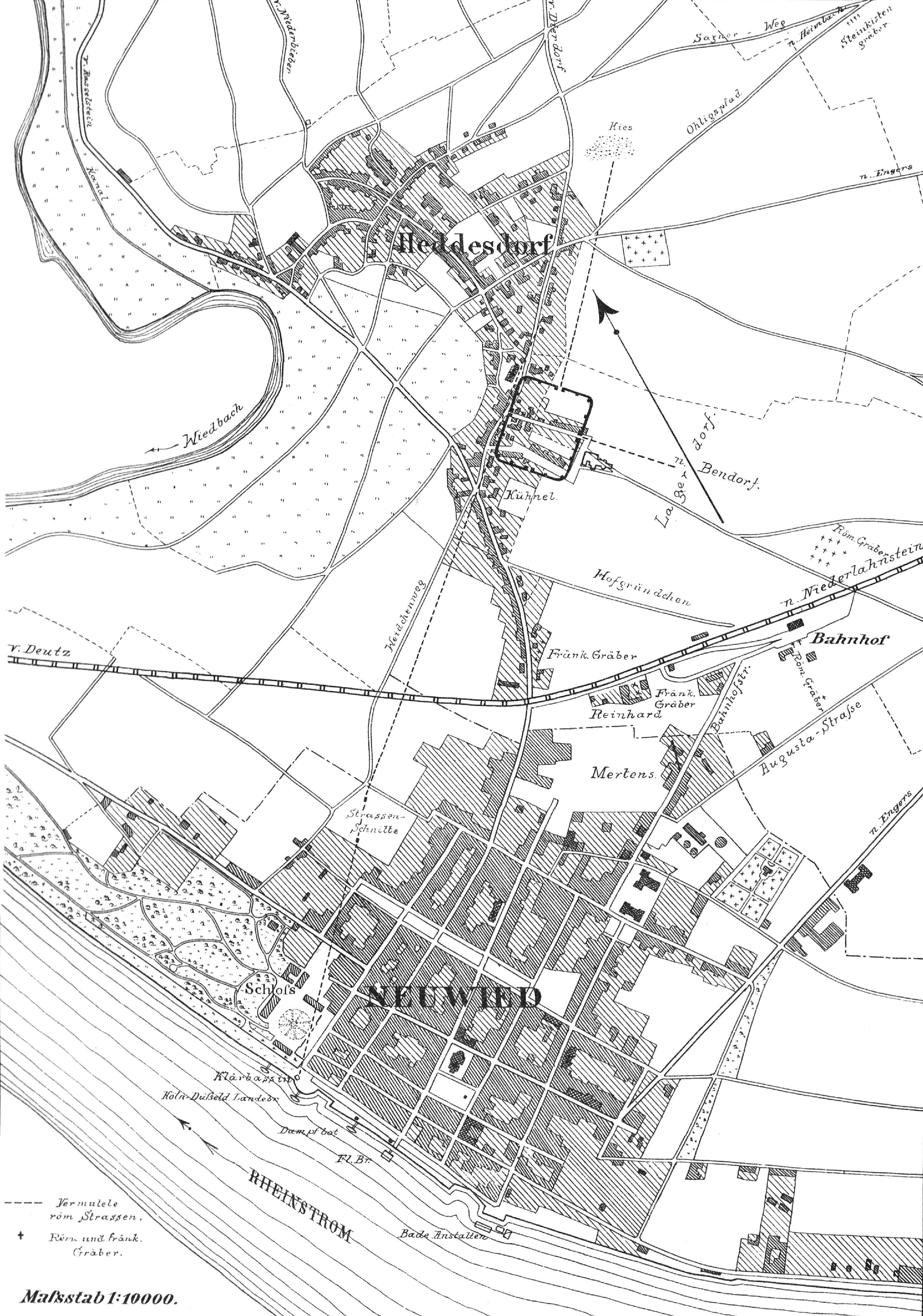
Lageplan zur Zeit der Ausgrabungen von 1898

Topographisch befindet sich das Kastellgelände in rund 65 m Höhe auf dem Rücken eines flachen Hügels, der sich hier oberhalb einer Schleife der Wied erhebt und der zur Rheinseite, zur Wied und zum Westerwald hin abfällt, nach Südosten jedoch noch über etliche hundert Meter weiter ansteigt. Verkehrsgeographisch war dieser Punkt insofern von Bedeutung, als von ihm aus der parallel zum Wiedtal über eine römische Straße führende Verkehr von den Höhen des Westerwaldes zum Rhein überwacht werden konnte. Eine weitere römische Straßenverbindung führte vom Kastell aus in südöstliche Richtung zum nächsten benachbarten Militärplatz, dem Kastell Bendorf. Ferner war an dieser Stelle eine weit reichende Sicht über das Vorland des Westerwaldes vom Rhein bis zum Fuße des Gebirges gewährleistet. Noch in den Kriegen der Neuzeit wurde die herausragende strategische Position des Platzes militärisch genutzt.

Von dem in nördlicher Richtung das Neuwieder Gebiet passierenden Limes und dem unmittelbar dort liegenden Kastell Niederbieber, welches das Heddesdorfer Lager ersetzte, ist die Garnison etwa 3,5 km entfernt.
Im heutigen Ortsbild wird die Lage des Kastells ungefähr durch das Geviert beschrieben, das von Beringstraße, Dierdorfer Straße, Tannenbergstraße und Wallstraße gebildet wird, wobei die Tannenbergstraße ein wenig weiter nordöstlich liegt als die ehemalige Prätorialfront (Vorderfront) des Lagers. Die Geschwister-Scholl-Straße entspricht zwischen Dierdorfer Straße und Wallstraße ziemlich exakt dem Verlauf der ehemaligen Via Principalis (das Kastell quer durchlaufende und die Principia (Kommandantur) passierende Lagerhauptstraße). Die Geschwister-Scholl-Schule liegt knapp außerhalb der Retentura (rückwärtiger Lagerteil) unmittelbar an der Stelle, an der sich einst das Kastellbad befunden hat.

## Forschungsgeschichte

Thermengrabung 1898: Hypokaustanlage des Sudatoriums

Durch die Häufung römischer Funde war Heddesdorf als wahrscheinlicher Standort einer römischen Ansiedlung schon um die Mitte des 18. Jahrhunderts bekannt. Bereits zwischen 1791 und 1820 erfolgten dann die ersten Ausgrabungen, bei denen zahlreiche Mauerzüge freigelegt sowie umfangreiches Fundmaterial geborgen werden konnte. Aufgrund des nahe gelegenen Kastells in Niederbieber schloss man die Existenz einer weiteren militärischen Präsenz in dieser Gegend aber zunächst aus und vermutete eher eine zivile Ansiedlung. Erst nachdem das Niederbieberer Militärlager auf die Zeit zwischen 185/190 und 260 datiert worden war, wurde schließlich eine ältere Fortifikation in Heddesdorf für möglich gehalten und durch eine gezielte Grabung der Reichs-Limeskommission unter der örtlichen Leitung von Robert Bodewig im Sommer des Jahres 1898 auch definitiv nachgewiesen.
Weitere umfangreiche Ausgrabungen wurden – bedingt durch eine rege Bautätigkeit in dieser Zeit – in den 1960er und 1970er Jahren erforderlich. Hatte bei den Forschungen des 19. Jahrhunderts noch das Kastell selbst im Vordergrund gestanden, so bildete nun das zivile Lagerdorf den Schwerpunkt der Untersuchungen, die durch das damalige Staatliche Amt für Vor- und Frühgeschichte in den Regierungsbezirken Koblenz und Montabaur vorgenommen wurden.

## Kastell

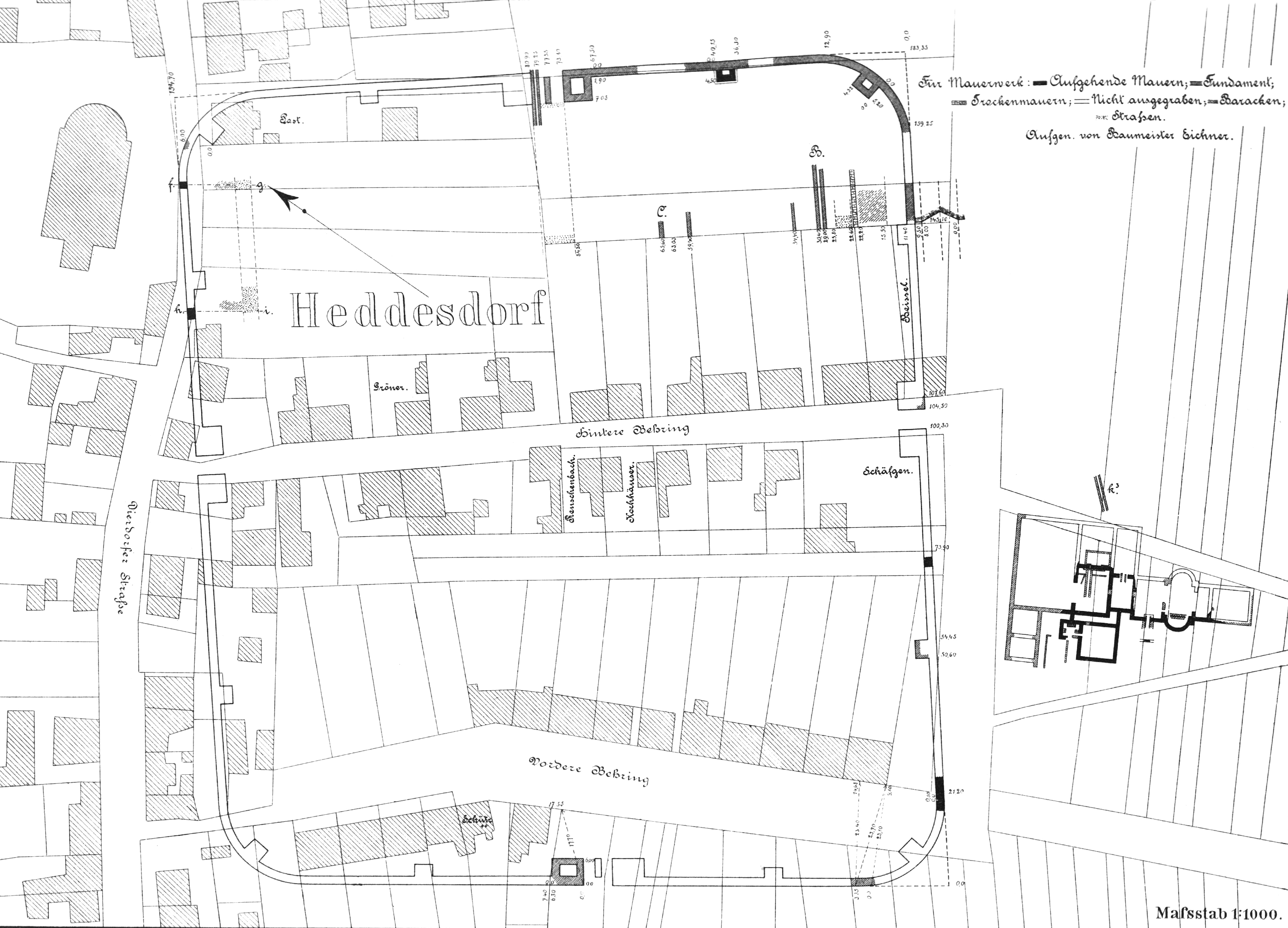
Grundriss des Kastells (1898)

Bei dem Kastell Heddesdorf handelt es sich um ein Steinkastell mit den Seitenlängen von rund 160 mal 180 Meter, was einer Fläche von ungefähr 2,8 Hektar entspricht. Die Wehrmauer besaß die üblichen vier Tore, die von jeweils zwei Türmen flankiert waren. Die abgerundeten Ecken der Wehrmauer waren ebenfalls mit Wachtürmen versehen. Ferner gab es Zwischentürme, jeweils einen zwischen den Eck- und den Tortürmen, insgesamt also acht. Vor der Wehrmauer lag – nach einer ein bis anderthalb Meter weiten Berme – ein etwa acht Meter breiter und bis zu 2,65 Meter tiefer Graben als Annäherungshindernis. Mit seiner Prätorialfront war das Lager nach Nordosten, zum Limes hin ausgerichtet.
Im Inneren des Lagers konnten nur wenige Bereiche untersucht werden. Die wenigen hierbei festgestellten Befunde sind uneindeutig und lassen keine gesicherten Aussagen über die innere Struktur der Fortifikation zu.
Errichtet worden ist das Kastell ausweislich der Funde wohl in den 80er oder 90er Jahren des ersten nachchristlichen Jahrhunderts. Es wurde zunächst von der Cohors XXVI voluntariorum civium Romanorum („26. Kohorte Freiwilliger römischen Bürgerrechts“), anschließend von der Cohors II Hispanorum equitata pia fidelis („2. Teilberittene Spanierkohorte mit den Ehrennamen die Fromme, die Treue“) belegt, erst also von einem reinen Infanterie-, dann von einem gemischten Infanterie-/Kavallerieverband von jeweils etwa 500 Mann Stärke. Um 185/190 wurde die Garnison durch das Kastell Niederbieber ersetzt. Ob und wie lange es über den Errichtungszeitpunkt des Nachfolgekastells hinaus möglicherweise noch Bestand hatte, ist zum gegenwärtigen Stand der Forschungen ungeklärt. Der antike Name des Heddesdorfer Garnisonsortes ist nicht überliefert.
Zu den Funden aus dem Kastellareal gehören vier Fragmente einer Panzerstatue, die in die Jahre zwischen 140 und 160 n. Chr. datieren.

## Kastellbad

Grundriss des Kastellbades (Grabungsbefunde von 1898)

Thermengrabung 1898: Südwestliche Apsis des Caldariums

Unmittelbar seitlich des Lagers, nur wenige Meter südöstlich der Porta principalis pextra (rechtes Lagertor) befand sich das Balineum, die bei jedem römischen Kastell anzutreffende Badeanlage. Die Thermen wurden im Regelfall, wie auch hier in Heddesdorf, außerhalb des rein militärischen Kastellbereichs errichtet und standen auch der Zivilbevölkerung des Vicus gegen eine geringe Gebühr zur Verfügung. Bei der Heddesdorfer Therme handelt es sich um ein Bad vom so genannten Reihentyp, bei dem die einzelnen Stationen des Badeablaufs der Reihe nach begangen werden konnten.
Der Besucher betrat das Bad und gelangte über eine große Vorhalle (Basilica thermarum, in der Zeichnung mit „X“ gekennzeichnet) in das Apodyterium (Umkleideraum, „A“). Von dort aus konnte er entweder durch einen Gang („G“) das Sudatorium (Schwitzbad, „H“) oder das Frigidarium (Kaltbad, „B“) aufsuchen, das eine Piscina (Wasserbecken) besaß. Über zwei Tepidarien (Laubaderäume, „C“) gelangte er schließlich in ein dreigliedriges Caldarium (Heißbaderaum, „D“), dessen mittlere Teil mit zwei Apsiden versehen war.
Über zwei Praefurnien (Feuerungsstellen „p“ und Heizraum „K“), jeweils seitlich des Caldariums und des Sudatoriums, wurde die Anlage beheizt. Im Heiß- und Schwitzbad sowie in einem der Tepidarien konnten Fußbodenheizungen nachgewiesen werden. Auch das im Baukomplex relativ nahe den Feuerungsstellen liegende und von zwei Seiten an beheizte Räume grenzende Apodyterium dürfte noch von einer gewissen Restwärme profitiert haben.
Die Funktion von drei peripheren Räumen (in der Abbildung mit „E“, „X“ und „Y“ gekennzeichnet) ist bislang unklar.

## Vicusund Gräberfeld
Unmittelbar vor dem Kastell befand sich der Vicus, die Zivilsiedlung, in der sich ehemalige Soldaten, Angehörige von Militärs, Gastwirte, Händler, Handwerker und Dienstleister niederließen. Der Vicus von Heddesdorf konnte insbesondere östlich, südlich und südwestlich des Lagers in einer Breite von 400 bis 500 Metern nachgewiesen werden. Hier konnten zahlreiche Fundamente von Häusern, die teilweise unterkellert waren und aus Fachwerkkonstruktionen bestanden hatten, sowie weitere Siedlungsspuren (Brunnen, Gräben, Gruben etc.) festgestellt, sowie umfangreiches Fundmaterial geborgen werden.
Durchquert wurde der Vicus von einer Straße, die an der Porta principalis dextra ihren Anfang nahm und von dort aus zur nächsten römischen Garnison, dem Kastell Bendorf führte. Am Ende des Siedlungsstreifens begannen zu beiden Seiten der Straße die weitläufigen Gräberfelder.

## Befundsicherung, Fundverbleib und Denkmalschutz
Das Gebiet des ehemaligen Kohortenkastells und seines Vicus ist heute dicht bebaut. Die Befunde, sofern sie nicht im Zuge der Baumaßnahmen zerstört wurden, sind oberirdisch nicht mehr sichtbar. Eine Ausnahme bilden lediglich ein paar Mauerfragmente des Kastellbades, die in der Pausenhalle der an dieser Stelle erbauten Geschwister-Scholl-Schule besichtigt werden können.

Große Teile des Fundmaterials aus Heddesdorf fanden Aufnahme im Rheinischen Landesmuseum Bonn und im Landesmuseum Koblenz auf der Festung Ehrenbreitstein.

Inschriften und Steinfunde (1898)
Inschriften und Keramikfunde (1898)
Legions- und Kohortenstempel (1898)

Das Kastell Heddesdorf ist als Abschnitt des Obergermanisch-Rätischen Limes seit 2005 Teil des UNESCO-Welterbes. Außerdem ist dieses Bodendenkmal geschützt als eingetragenes Kulturdenkmal im Sinne des Denkmalschutz- und -pflegegesetzes (DSchG) des Landes Rheinland-Pfalz. Nachforschungen und gezieltes Sammeln von Funden sind genehmigungspflichtig. Zufallsfunde sind an die Denkmalbehörden zu melden.